# Gualala
Gualala es un municipio del departamento de Santa Bárbara en la República de Honduras.

## Toponimia
El poblado en un principio era denominado «Gualatan» y después «Gualalatepéquez». Según Alberto Membreño, Gualala significa en lengua náhuatl «abundancia de buenas tierras», que a su vez se compone de 𝑐𝑢𝑎𝑙𝑙𝑖, bueno, 𝑡𝑙𝑎𝑙𝑙𝑖, tierra, y la abundancia 𝑙𝑎.

## Límites
| Orientación | Límite                                          |
| ----------- | ----------------------------------------------- |
| Norte       | Municipio de Ilama, Santa Bárbara               |
| Sur         | Municipio de ''Santa Bárbara'', Santa Bárbara   |
| Este        | Municipio de San José de Colinas, Santa Bárbara |
| Oeste       | Municipio de Ilama, Santa Bárbara               |

## Historia
En el repartimiento de la Villa de San Pedro de Puerto Caballos, realizado por Pedro de Alvarado en 1536, el pueblo de Gualala aparece asignado al conquistador español Luis del Puerto.
En 1791, en el primer recuento de población de 1791 era un pueblo del curato de Tencoa.
En 1883, se cree que era ya Municipio, según un libro de actas que se encuentra en el archivo municipal.

## Época Colonial
La conquista y la denominada pacificación sobre la población indígena realizó una transformación completa en todos los órdenes de la vida, en lo económico, social, político, religioso, psicológico, etc. Que influyo considerablemente en la conformación actual de las naciones y países de nuestro continente.

### Situación Social, Económica y Cultural
La conquista trajo la desintegración brusca de los poblados y poblaciones autóctonas: unas desplazadas huyendo hacia otros lugares especialmente agrestes, y otras, en sus comunidades originales, pero viviendo como siervos o siervas para los colonizadores: paulatinamente va adquiriendo forzadas en sus inmensas mayorías, los hábitos, costumbres y cultura en general de los peninsulares, jugando para esto un papel de gran transcendencia la Iglesia católica, cuya actuación no hay que satanizar, por el no poco número de sacerdotes que entregaron sus vidas en favor de preservarla cultura y vida de los indígenas: sino, que verla a la luz de la realidad de los acontecimientos y de la época, juzgando su actuar dentro del contexto ideológico, económico y social, determinando las responsabilidades de los actores.
Los conquistadores buscaban riquezas y poder personal, eso lo obtenían a base de crueldad y del despojo de tierras por ser en ese momento el medio de producción más apetecido para acumular riqueza, más la apropiación forzada y gratuita de la fuerza laboral esclavizada, para eso se dispuso de los repartimientos y encomiendas con categoría de instituciones legales, que tuvieron opositores muy fuertes y que la corona terminó declarándolas fuera de ley, pero que en la práctica siguieron operando en contubernio con autoridades coloniales.
El debilitamiento y perdidas de las estructuras de las instituciones autóctonas, resultó entre otros daños, por la acelerada reducción de matrimonios y nacimientos indígenas, arrastrando consigo la poca productividad que afectaban los intereses de los colonizadores, de ahí, la necesidad de importar mano de obra en especial de los esclavos negros.
Al momento de la conquista los pueblos indígenas eran mayoritariamente pequeños y dispersos, sobre todo en la Etnia Lenca; la Corona española promovió la concentración poblacional en grandes pueblos con la intención de facilitar la administración, la instrucción religiosa, la tasación y cobro de impuestos, que como consecuencia trajo la drástica perdida y reducción de numerosos pueblos indígenas; para el caso, Tencoa en 1582 contaba con 16 poblados (partido al cual pertenecía Gualala) y para 1811 tenía únicamente 9 pueblos, prácticamente una reducción de la mitad de sus pueblos; los resultados de esa política aparentemente fueron beneficiosos para los conquistadores y la corona, para 1582 el promedio de indígenas tributarios era de 28 para el Partido de Tencoa y para 1811 era de 65 tributarios, en pocas palabras, parecía una buena medida y buen negocio, pero en la realidad estaba de por medio el problema de la resistencia indígena para abandonar los pueblos pequeños hacia los mayores.
La desintegración de pueblos, el decrecimiento demográfico, mas la dispersión y desplazamientos forzados formaron todo un pandemonio social y económico en la vida indígena; la emigración en masa se efectúa, también, en búsqueda de trabajo asalariado y de subsistencia en el campo controlado exclusivamente por los españoles,; ese decrecimiento poblacional era indetenible por diferentes causas, paulatinamente, y a la par de ese evento aparece el mestizaje en los pueblos, tratando de contener ese fenómeno se redactaron leyes, misma que no fructificaron, quedando para fines del siglo XVIII solo las áreas de Gracias a Dios y Tencoa como poblaciones indígenas, surgiendo las reducciones en los grandes pueblos compuesta por gente no indígenas pero agregadas muchas veces como barrios de poblados indígenas. Ya para fines de ese siglo XVIII los asentamientos poblacionales son muy diferentes a los de inicio de la colonia, resultaba difícil distinguir entre población rural española indígena, ya que gran número de españoles y latinos residían en poblados indígenas y otros en haciendas y pueblos rurales.
El futuro era nuevo y diferente, el rumbo de la vida indígena estaba dado, para mediante del siglo XVI comenzó la corona a dar en venta la tierra indígena en parte por la necesidad de tributos, al igual que lo necesitaban los caciques y líderes indígenas que se convirtieron en sus mejores aliados, extendiéndose hasta algunas comunidades indígenas a las que se les otorgó títulos de dominio con los cuales protegían sus derechos sobre la tierra, ya que cada vez aparecían más frecuente los problemas de tenencia de tierra entre españoles, criollos e indígenas, o entre los mismos grupos conforme crece la población mestiza o arriban familias peninsulares.

## Deportes
El equipo de fútbol representativo de la ciudad es el Atlético Gualala, que participa en la Liga de Ascenso de Honduras.

## División Política
Aldeas: 8 (2013)
Caseríos: 54 (2013)
| Código | Aldea           |
| ------ | --------------- |
| 161101 | Gualala         |
| 161102 | Arenales        |
| 161103 | El Carrizal     |
| 161104 | Guacamaya       |
| 161105 | Gualjoquito     |
| 161106 | Platanares      |
| 161107 | Quebrada Arriba |
| 161108 | Santa Rosita    |

## Personajes destacados del municipio
| Nombre                   | Vida      | Mérito                                           |
| ------------------------ | --------- | ------------------------------------------------ |
| Miguel Andonie Fernández | 1921-2013 | Químico farmacéutico y empresario                |
| Jesús Aguilar Paz        | 1895-1974 | Químico farmacéutico y catedrático universitario |